# Oria laeta
Oria laeta är en fjärilsart som beskrevs av Alphéraky 1889. Oria laeta ingår i släktet Oria och familjen nattflyn. Inga underarter finns listade i Catalogue of Life.